# Cocotropus altipinnis
Cocotropus altipinnis är en fiskart som beskrevs av Waite, 1903. Cocotropus altipinnis ingår i släktet Cocotropus och familjen Aploactinidae. Inga underarter finns listade i Catalogue of Life.